# ヘンゼル環
ヘンゼル環 (ヘンゼルかん、Henselian ring あるいは Hensel ring) は、数学においてヘンゼルの補題が成り立つような局所環である。それらはAzumaya (1951) によって導入され、Kurt Hensel にちなんで名づけた。東屋はもともとヘンゼル環に非可換環を許したが、たいていの著者は今では可換環に制限している。
ヘンゼル環のいくつかの標準的な参考文献は (Nagata 1962, Chapter VII), (Raynaud 1970), そして (Grothendieck 1967, Chapter 18) である。

## 定義
非可換ヘンゼル環の理論もあるが、この記事では環は可換と仮定する。
極大イデアル m をもつ局所環 R はヘンゼルの補題が成り立つときにヘンゼル (Henselian) と呼ばれる。これが意味するのは、P が R[x] の単多項式であれば、(R/m)[x] における P の像の互いに素な単多項式の積への任意の分解が R[x] における分解に持ち上げられる。
局所環がヘンゼルであることとすべての有限環拡大が局所環の積であることは同値である。
ヘンゼル局所環は剰余体が分離的閉であるときに strictly Henselian と呼ばれる。
付値をもった体はその付値環がヘンゼルであるときにヘンゼルという。
環は有限個のヘンゼル局所環の直積であるときにヘンゼルと呼ばれる。

## 代数幾何におけるヘンゼル環
ヘンゼル環はNisneivich位相に関して「点」の局所環であり、そのためこれらの環のスペクトルは Nisnevich 位相に関して非自明な連結被覆をもたない。同様に strict Henselian rings はエタール位相において幾何的な点の局所環である。

## ヘンゼル化
任意の局所環 A に対して、A からヘンゼル環への任意の局所射が B に一意に拡張できるような、A によって生成される普遍的なヘンゼル環 B が存在する。これを A のヘンゼル化 (Henselization) といい、Nagata (1953) によって導入された。A のヘンゼル化は一意的な同型を除いて一意的である。A のヘンゼル化は A の完備化の代数的な代用物である。A のヘンゼル化は A と同じ完備化と剰余体をもち、A 上平坦加群である。A がネーター、被約、正規、正則、あるいは優秀であれば、そのヘンゼル化もそうである。
同様に、A によって生成される強ヘンゼル環も存在し、A の強ヘンゼル化 (strict Henselization) と呼ばれる。強ヘンゼル化は完全には普遍的でない。それは一意的だが、一意的でない同型を除いてなのである。より正確には、それは A の剰余体の分離代数閉包の取り方に依存し、この分離代数閉包の自己同型は対応する強ヘンゼル化の自己同型に対応する。
例。多項式環 k[x,y,...] の、点 (0,0,...) で局所化されるヘンゼル化は代数的形式的冪級数（代数方程式を満たす形式的冪級数）の環である。これは完備化の「代数的な」部分と考えることができる。
例。p進数体の強ヘンゼル化は p と素な位数の1のすべての冪根によって生成される極大不分岐拡大によって与えられる。それは非自明な自己同型をもつので「普遍的」ではない。

## 例
- すべての体はヘンゼル局所環である。
- 完備ハウスドルフ局所環（英語版）、例えばp進整数の環や体上の形式的冪級数の環、はヘンゼルである。
- 実あるいは複素数上の収束冪級数の環はヘンゼルである。
- 体上の代数的冪級数の環はヘンゼルである。
- ヘンゼル環上整な局所環はヘンゼルである。
- 局所環のヘンゼル化はヘンゼル局所環である。
- ヘンゼル環のすべての商はヘンゼルである。
- 環 A がヘンゼルであることと、それに伴う被約環 Ared（A の冪零根基による商）がヘンゼルであることは同値である。
- A がただ1つの素イデアルをもつならば Ared が体なのでヘンゼルである。